# Daniel Merriweather
Daniel Merriweather, né le 17 février 1982 à Melbourne, est un artiste australien reconnu en tant qu'auteur-compositeur-interprète dans les genres de la musique pop et du R&B. Il s'est distingué en 2007 en prêtant sa voix à la chanson Stop Me de l'album Version de Mark Ronson.
Il a également participé en invité sur le titre All I Want sur l'album éponyme de l'artiste Disco Montego en 2002. Cette apparition fut suivie d'une autre sur l'album du dj et producteur Mark Ronson Here Comes The Fuzz.
Il est apparu dans l'émission Taratata du mercredi 4 novembre 2009 sur France 4 pour la promotion de son premier album studio.

## Love&War(2009)
1. Impossible
2. Could you
3. For your money
4. Chainsaw
5. Change feat Wale
6. Water and a flame feat Adele
7. Cigarettes
8. Red
9. Getting out
10. Not giving up
11. Live by night
12. All of the people
13. Giving everything away for free
14. You don't know what love is